# Epagneul Breton
Der Epagneul Breton ist eine von der FCI (Nr. 95, Gr. 7, Sek. 1.2) anerkannte französische Hunderasse.

## Herkunft und Geschichte
Der Epagneul Breton stammt aus der Bretagne in Frankreich. Er ist in diesem Land wohl der am meisten verbreitete kleine Vorstehhund vom Typ Spaniel. Ab Anfang des 20. Jahrhunderts wurde er in der Zucht gezielt veredelt. Bis dahin waren die Ur-Bretonen eine derbe Arbeitsrasse von gedrungenem Körperbau. Obwohl vom Typ Spaniel, ist er kein Stöberhund, sondern ein klassischer Vorstehhund. Als Familienhund ist er nicht unbedingt geeignet, da er einen ausgeprägten Bewegungsdrang hat und bei Unterbeschäftigung leidet.

## Kurzbeschreibung
Bis 52 cm großer Jagdhund in Weiß/rot, Weiß/Schwarz, Weiß/Braun oder tricolor, mit mittelmäßig überhandnehmender Scheckung. Sein Fell ist fein, nicht seidig, und kann schlicht oder ganz leicht gewellt sein, nie gekräuselt. Die Ohren sind hoch angesetzt, dreieckig, ziemlich breit, eher kurz, sehr beweglich, wenn der Hund aufmerksam oder bei der Arbeit ist. Die Rute der Hunde ist hoch angesetzt. Viele Epagneuls werden ohne Rute geboren (Anurie). Das Kupieren der Rute ist in Deutschland und vielen Ländern der EU verboten. Bei jagdlich geführten Hunden kann eine Ausnahme gemacht werden.

## Jagdliche Eigenschaften
Der Epagneul Breton ist ein vielseitig einsetzbarer Vorstehhund für die Niederwildjagd. Die Feinnasigkeit, sein festes Vorstehen und die konzentrierte Feldsuche zeichnen diesen Hund aus. Ausgezeichnet ist auch seine Arbeit nach dem Schuss, auch bei schwierigen Verhältnissen. Der Epagneul Breton ist ein zuverlässiger Verlorenbringer und wird aufgrund seiner hervorragenden Nase auch für die Schweißarbeit verwendet.